# 德賴欽肯峰

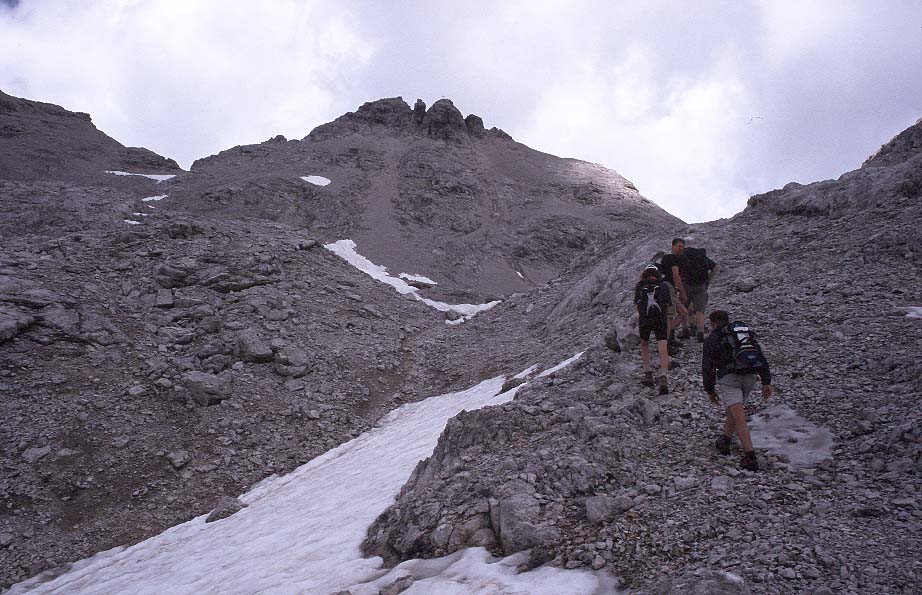

47°23′19″N 11°30′48″E / 47.38861°N 11.51333°E
德賴欽肯峰（德語：Dreizinkenspitze），是奧地利的山峰，位於該國西部，由蒂羅爾州負責管轄，屬於卡爾文德爾山脈的一部分，海拔高度2,603米，每年平均降雨量1,806毫米，人類在1870年8月16日首次登頂。